# 科爾皮諾島

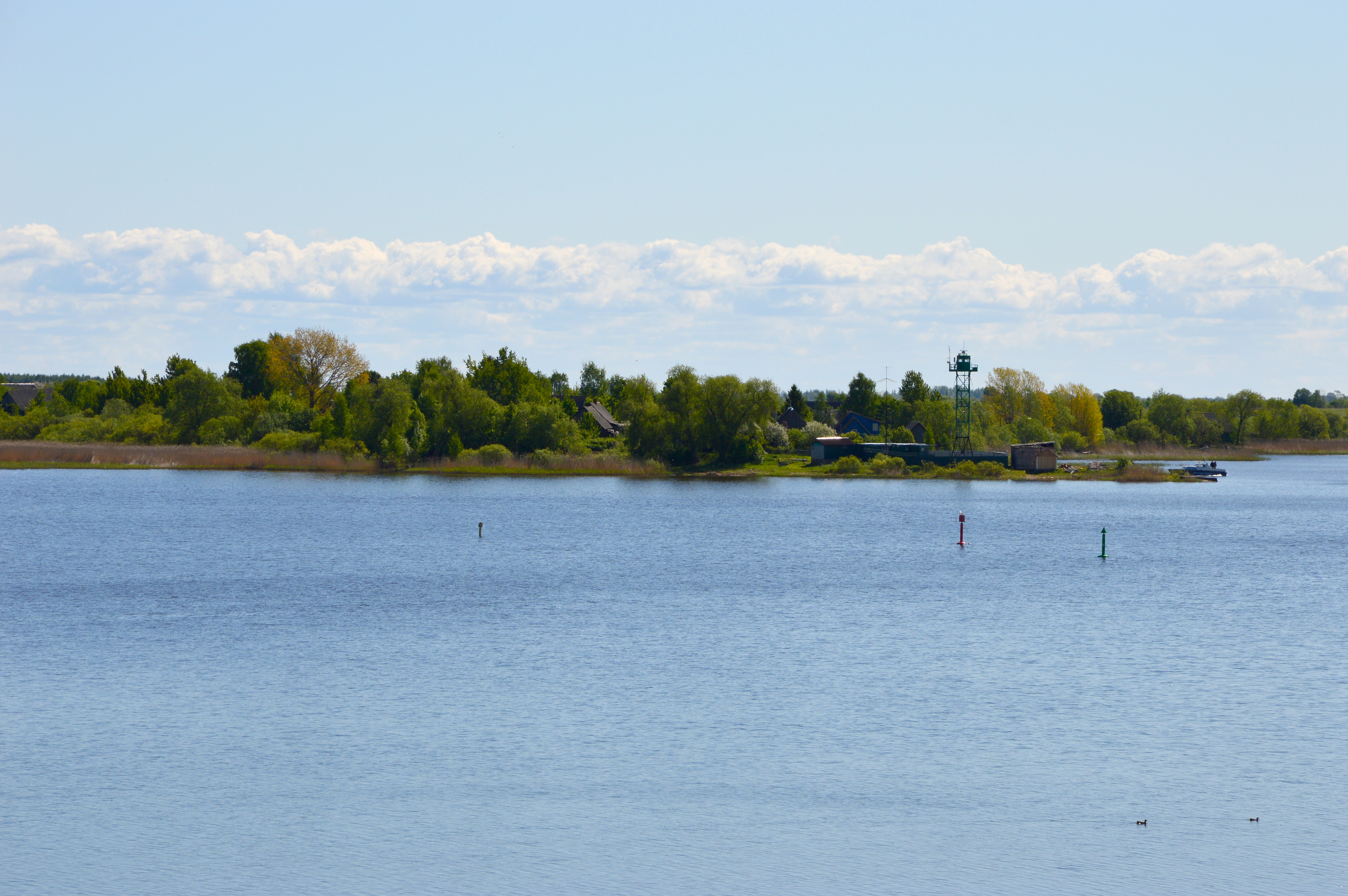

科爾皮諾島是俄羅斯旳島嶼，位於普斯科夫湖西部，由普斯科夫州負責管轄，面積11.5平方公里，最高點海拔高度40米，島上居民主要從事捕魚業。